# Fritz Bischoff (Ringer)
Fritz Bischoff (* 1915 in Dortmund; † nach 1950) ist ein ehemaliger deutscher Ringer.
Er wuchs in Dortmund auf und erlernte beim ASV Heros Dortmund das Ringen. Schon bald stand er in der ersten Mannschaft dieses Vereins, die damals zu den besten deutschen Ringerteams zählte. 1940 erkämpfte er sich den ersten deutschen Meistertitel in Freiburg im Breisgau im Bantamgewicht, griechisch-römischer Stil, vor Philipp Allraum, Mannheim und Justin Gehring, Friesenheim. 1941 wurde er Vizemeister hinter Georg Pulheim, Köln. 1947 zog Fritz Bischoff aus wirtschaftlichen Gründen nach Göppingen und schloss sich dem TV Jahn Göppingen an. 1949 wurde er deutscher Vizemeister im Federgewicht, griechisch-römischer Stil hinter Georg Pulheim, Köln. 1950 gelang ihm dann ein dritter Erfolg bei einer deutschen Meisterschaft. Er gewann im Federgewicht in Ludwigshafen am Rhein, vor Rolf Ellerbrock, Dortmund und Altmeister Ferdinand Schmitz, Köln. Fritz Bischoff war, wie viele andere deutsche Ringer auch, ein sog. „Kriegsgeschädigter“, denn seine beste Zeit fiel in die Kriegs- und Nachkriegsjahre. Als sich nach dem Zweiten Weltkrieg noch einige Erfolge einstellten, war er mit 35 Jahren für internationale Einsätze zu alt.